# BMW R42
De BMW R 42 is een motorfiets van het merk BMW.
De R 42 werd in 1926 gepresenteerd als opvolger van de allereerste BMW, de R 32. Uiterlijk waren er niet veel verschillen, het buisframe en de schommelvoorvork met bladvering van de R 32 waren overgenomen. De tweecilinder zijklepboxermotor was echter vernieuwd. Voor het eerst verschenen de "platte" cilinderkoppen die kenmerkend waren voor alle BMW zijkleppers tot in 1938, toen de R 71 de laatste BMW met een dergelijke motor werd. Zoals bij BMW gebruikelijk vormde de toermotorfiets R 42 een paar met een sportmodel. Dit "broertje" met kopklepmotor was de R 47.

## Technische Gegevens
| Periode        | 1926-1928                               | 1926-1928                               | 1926-1928                               |
| Categorie      | Toermotorfiets                          | Toermotorfiets                          | Toermotorfiets                          |
| Motortype      | zijklepmotor                            | zijklepmotor                            | zijklepmotor                            |
| Bouwwijze      | langsgeplaatste tweecilinder boxermotor | langsgeplaatste tweecilinder boxermotor | langsgeplaatste tweecilinder boxermotor |
| Boring         | 68 mm                                   | 68 mm                                   | 68 mm                                   |
| Slag           | 68 mm                                   | 68 mm                                   | 68 mm                                   |
| Cilinderinhoud | 494 cm³                                 | 494 cm³                                 | 494 cm³                                 |
| Max. Vermogen  | 9 kW / 12 pk                            |                                         |                                         |
| Topsnelheid    | 95 km/h                                 | 95 km/h                                 | 95 km/h                                 |
| Aandrijving    | as                                      | as                                      | as                                      |
| Drooggewicht   | 126 kg                                  | 126 kg                                  | 126 kg                                  |
| Tankinhoud     | 14 ltr                                  | 14 ltr                                  | 14 ltr                                  |
| Voorganger     | R 32                                    | R 32                                    | R 32                                    |
| Opvolger       | R 52                                    | R 52                                    | R 52                                    |